# Объединённое сельское поселение
Объединённое сельское поселение — муниципальное образование в Егорлыкском районе Ростовской области.
Административный центр поселения — хутор Объединённый.

## Административное устройство
В состав Объединённого сельского поселения входят:
- хутор Объединённый;
- хутор Дудукалов;
- хутор Калмыков;
- хутор Новая Деревня;
- хутор Терновский.

## Население
| 2010  | 2012  | 2013  | 2014  | 2015  | 2016  | 2017  |
| ----- | ----- | ----- | ----- | ----- | ----- | ----- |
| 2089  | ↘2058 | ↘2037 | ↗2050 | ↘2047 | ↘2046 | ↘2029 |
| 2018  | 2019  | 2020  | 2021  |       |       |       |
| ↘2027 | ↘2008 | ↘1996 | ↘1949 |       |       |       |